# Помельников, Михаил Иванович
Михаи́л Ива́нович Поме́льников (15 ноября 1929 — 20 июня 2016) — передовик советской строительной промышленности, бригадир комплексной бригады Лебединского строительного управления треста «КМАрудстрой» Министерства строительства предприятий тяжёлой индустрии СССР, Белгородская область, Герой Социалистического Труда (1971).

## Биография
Родился в 1929 году в хуторе Михайловский, ныне Губкинского района Белгородской области в русской семье.
В годы войны помогал по хозяйству, с 14-летнего возраста работал в местном колхозе. В 1948 году окончив ремесленную школу фабрично-заводского обучения в Донецке, получил специальность плотника-арматурщика. Возвратился в родные места. Здесь развивалась промышленная инфраструктура связанная с разработками месторождений Курской магнитной аномалии. Стал возглавлять строительную бригаду Лебединского строительного управления. Его бригада принимала участие в строительных работах Лебединского, Южно-Лебединского рудников, а также в строительстве Старооскольского цементного завода.
Указом Президиума Верховного Совета СССР (неопубликованным) от 5 апреля 1971 года «за выдающиеся успехи в выполнении заданий пятилетнего плана по строительству и вводу в действие производственных мощностей, жилых домов и объектов культурно-бытового назначения» удостоен звания Героя Социалистического Труда с вручением ордена Ленина и золотой медали Серп и Молот.
Руководил бригадой до выхода на пенсию.
Проживал в городе Губкине. Умер 20 июня 2016 года. Похоронен на городском кладбище.

## Награды
- золотая звезда «Серп и Молот» (05.04.1971)
- два ордена Ленина (11.08.1966, 05.04.1971)
- орден Трудового Красного Знамени (14.02.1971)
- орден Трудовой Славы III степени (17.02.1977)
- медали СССР и Российской Федерации.
- Почётный гражданин Губкина и Губкинского района Белгородской области.